# Probijač
Probijač je ručni alat za probijanje limova, a to je ručna obrada koja služi za izradu otvora kružnog ili drugog zatvorenog oblika. 
Ručni probijači služe za probijanje kod vrlo grubih radova zato što su provrti manje preciznosti i s ostacima viška materijala, a s druge strane blago deformirani (promjena oblika). 
Pri izradi provrta probijanjem, alat je izložen dvjema suprotnim silama. Sila probijanja mora biti veća od sile otpora. 

## Podjela
Probijači mogu biti:
- valjkasti probijač,
- probijač za provrte,
- probijač s prstenastim vrhom,
- specijalni probijač.[1]